# Шестоъгълник
Шестоъгълникът (също и хексагон, от старогръцки: ἕξ + γωνία – „шест“ + „ъгъл“) е многоъгълник с шест страни и ъгли. Сборът на всички вътрешни ъгли е 720° (4π). Има 9 диагонала.

## Правилен шестоъгълник
Правилният шестоъгълник е вид триамб. При правилния шестоъгълник всички страни и ъгли са равни. Вътрешният ъгъл на правилния шестоъгълник е 120°, а външният и централният – 60°, следователно правилният шестоъгълник е съставен от 6 равностранни триъгълника. Така страната на правилния шестоъгълник a е равна на радиуса R на описаната около него окръжност. Тригонометрично това се доказва, тъй като:
{\displaystyle 2\sin {\frac {\pi }{6}}=1}

### Периметър
Периметърът P на правилен шестоъгълник е:
{\displaystyle P=6a=6R}

### Лице
Лицето S на правилен шестоъгълник може да бъде намерено по три начина:
- По страната a:

{\displaystyle S={\frac {b.a}{2}}}
Приемаме, че b е страната на многоъгълника и а е апотемата на многоъгълника.
- По радиуса R на описаната окръжност:

{\displaystyle S={\frac {3{\sqrt {3}}}{2}}R^{2}\approx 2,598\,R^{2}}
- По радиуса r на вписаната окръжност (т.е. апотемата):

{\displaystyle S=2{\sqrt {3}}\cdot r^{2}\approx 3,4641\,r^{2}}

### Построение
Тъй като 6 е произведение на 2 и 3, което е просто число на Ферма, правилен шестоъгълник може да се построи с линийка и пергел. Такъв метод е предложен от Евклид в неговия трактат Елементи, книга IV, теорема 15.

## Подобия
- С еднакви правилни шестоъгълници може да се изпълни равнина без да остават празнини, по подобие на пчелна пита.

- Някои форми на въглерода имат хексагонална кристална решетка (напр. графит).

- Гигантският шестоъгълен облак на Сатурн.

- Хексаграмът е шестолъчна звезда, образувана от два равностранни триъгълника. В частност, тя е символ на юдаизма („Давидова звезда“).

- Контурът на континентална Франция напомня шестоъгълник, затова е символ на страната („L'hexagone“).

- Сечението на повечето гайки, глави на болтове и моливи.

- Някои отвертки имат сечение на хексагон (т.нар. „шестогран“) или на хексаграм (т.нар. „шестограм“).